# Eliseo (nombre)
Eliseo es un nombre propio masculino en su variante en español derivada del griego Elisaios de Lucas 4:27, aunque su procedencia verdadera sea del hebreo  אֱלִישַׁע  (Elisha). Sucesor del profeta Elías en el reino del norte y significa Dios es mi salvación.

## Etimología
Eliseo es el nombre de un personaje bíblico del Antiguo Testamento:
- Eliseo, hijo de Safat, pertenecía a una familia de buena posesión económica, sucesor de Elías. (1ª de Reyes 19:16-19).

## Equivalencias en otros idiomas
| Variantes en otras lenguas | Variantes en otras lenguas |
| -------------------------- | -------------------------- |
| Español                    | Eliseo                     |
| Sardo                      | Eliseu, Liseu              |
| Italiano                   | Eliseo                     |
| Alemán                     | Eliseo                     |
| Catalán                    | Eliseu                     |
| Checo                      | Eliseo                     |
| Francés                    | Elisée                     |
| Hebreo                     | אֱלִישַׁע                      |
| Inglés                     | Elisha/Elysium             |
| Griego                     | Elisaios                   |
| Lituano                    | Eliseo                     |
| Neerlandés                 | Eliseo                     |
| Polaco                     | Eliséo                     |
| Portugués                  | Eliseo                     |
| Ruso                       | Элисео                     |

## Santoral
La celebración del santo de Eliseo se corresponde con el día 14 de junio.